# Mathias Ranégie
Mathias Ranégie (Gotemburgo, 14 de junho de 1984)é um futebolista sueco que joga como avançado na Udinese.

## Carreira
Defendeu as cores do Udinese, Itália.Está na seleção sueca desde 2009 . Atualmente está na Udinese por empréstimo do Watford. 